# Vela Traba
 Vela Traba  (olaszul: Traba Grande) falu Horvátországban, Isztria megyében. Közigazgatásilag Pazinhoz tartozik.

## Fekvése
Az Isztriai-félsziget közepén, Pazintól 5 km-re nyugatra, a D48-as főút mellett fekszik.

## Története
A településnek 1880-ban 254, 1910-ben 360 lakosa volt. Lakói hagyományosan mezőgazdasággal és állattenyésztéssel foglalkoztak. 2011-ben 227 lakosa volt.

## Lakosság
| Lakosság változása | Lakosság változása | Lakosság változása | Lakosság változása | Lakosság változása | Lakosság változása | Lakosság változása | Lakosság változása | Lakosság változása | Lakosság változása | Lakosság változása | Lakosság változása | Lakosság változása | Lakosság változása | Lakosság változása | Lakosság változása |
| ------------------ | ------------------ | ------------------ | ------------------ | ------------------ | ------------------ | ------------------ | ------------------ | ------------------ | ------------------ | ------------------ | ------------------ | ------------------ | ------------------ | ------------------ | ------------------ |
| 1857               | 1869               | 1880               | 1890               | 1900               | 1910               | 1921               | 1931               | 1948               | 1953               | 1961               | 1971               | 1981               | 1991               | 2001               | 2011               |
| 0                  | 0                  | 254                | 274                | 324                | 360                | 0                  | 0                  | 290                | 283                | 267                | 255                | 217                | 205                | 215                | 227                |